# Tadeusz Szewera
Tadeusz Szewera (ur. 22 marca 1925 w Leżajsku, zm. 19 września 2007 w Łodzi) – żołnierz oddziału konspiracyjnego „Jędrusie”, dziennikarz, pisarz, pracownik oddziału Polskiego Radia w Łodzi.
Był synem Zygmunta – nauczyciela łaciny, języka polskiego i historii gimnazjum i liceum w Tarnobrzegu (w czasie okupacji pseud. „Cyklop”, współpracownik Władysława Jasińskiego „Jędrusia”).
Tadeusz Szewera jako uczeń gimnazjum i harcerz był od 1940 kolporterem „Odwetu” – podziemnego pisma „Jędrusiów”, a od 1943 łącznikiem i partyzantem oddziału „Odwet” – pseudonim „Łebek”. W latach 1943–1944 był także członkiem zespołu redakcyjnego pisma „Odwet”. W konspiracji zdał małą maturę, ukończył podchorążówkę AK. Uczestniczył w Akcji „Burza”. W 1945 w Tarnobrzegu zdał egzamin dojrzałości.
Po II wojnie światowej mieszkał w Łodzi, studiował w Wyższej Szkole Gospodarstwa Wiejskiego.
Jako dziennikarz zamieścił wiele reportaży i innych artykułów na łamach czasopism: „Za Wolność i Lud”, „Mówią Wieki”, „Po Prostu”, „Nowa Kultura”, „Kronika”, „Odgłosy”, „Osnowa”. Był redaktorem i wieloletnim zastępcą redaktora naczelnego oddziału Polskiego Radia w Łodzi. W 1968 wydał zbiór reportaży o tematyce łódzkiej O Szekspirze, lwie czarnym i wąsach Reymonta (Łódź, Wydawnictwo Łódzkie, 1968, 194 s.; wznowienie w 1969). W 1970 opublikował obszerną, wielokrotnie cytowaną antologię Niech wiatr ją poniesie (Łódź: Wydawnictwo Łódzkie, 1970, 613 s.; wydanie 2 poszerzone; Łódź: Wydawnictwo Łódzkie, 1975, 848 s.) – zbiór pieśni, piosenek, ballad z okresu II wojny światowej, prezentowanych wcześniej przez niego w audycjach Polskiego Radia w Łodzi z cyklu Z nią było łatwiej przeżyć.
Ponadto był autorem lub współautorem kilkunastu książek, m.in.:
- 75 lat esperanta w Łodzi; praca zbiorowa pod red. Tadeusza Szewery. Łódź: Polski Związek Esperantystów, Towarzystwo Przyjaciół Łodzi, 1983.
- Ile lat liczy świat. Łódź: Krajowa Agencja Wydawnicza, 1985 ISBN 83-03-00724-6 – książeczka dla dzieci, dedykowana wnukowi – Krzysztofowi.
- Lulajże Jezuniu na polskiej ziemi: o kolędach i pastorałkach z lat 1939–1945 opowiada Tadeusz Szewera. Łódź, Tarnobrzeg: Tarnobrzeskie Towarzystwo Historyczne, 1997 ISBN 83904769-6-7.
- Śpiewnik łódzki: nuty i teksty; część 1-3; praca zbiorowa pod red. Tadeusza Szewery. Łódź: Łódzki Dom Kultury, Towarzystwo Przyjaciół Łodzi, 1983–1985.
- Za każdy kamień twój, stolico...; pieśni i piosenki walczącej Warszawy 1939–1945. Łódź, Tarnobrzeg: Tarnobrzeskie Towarzystwo Historyczne, 1999 ISBN 83-910901-1-6.
- Barwny świat mikrofonu: wspomnienia radiowców, pod red. Tadeusza Szewery. Łódź: Wydawnictwo Łódzkie, 1983.
- Bez surmy i munduru; opracowanie literackie Ryszard Dominiak, Rafał Orlewski, Tadeusz Szewera. Łódź: Wydawnictwo Łódzkie, 1977, 222 s. (zawiera wspomnienia z ruchu oporu na ziemi łódzkiej podczas okupacji hitlerowskiej).

W 1968 roku otrzymał Nagrodę Miasta Łodzi w dziedzinie upowszechnienia kultury (wraz z Jerzym Niteckim, Władysławem Orłowskim, Romanem Sykałą i Markiem Wawrzkiewiczem – zespół odpowiedzialny za opracowanie i zrealizowanie widowiska Idąc tysiącleciem, widowiska plenerowego Ballada partyzancka oraz widowiska Dni, które wstrząsnęły światem). W 1986 roku ponownie otrzymał Nagrodę Miasta Łodzi – tym razem za całokształt osiągnięć w pracy publicystyczno-reporterskiej. W 2000 Rada Miasta Tarnobrzega przyznała Szewerze Medal Sigillum Civis Virtuti.
Otrzymał odznaczenia i medale, m.in. Krzyż Kawalerski Orderu Odrodzenia Polski (1969), Krzyż Walecznych (1965), Złoty Krzyż Zasługi (1964), Srebrny Krzyż Zasługi (1956), Krzyż Partyzancki (1964), Krzyż Armii Krajowej (1968), Medal Komisji Edukacji Narodowej (1973), Medal Wojska Polskiego (1968), Odznaka Grunwaldzka (1960), Honorowa Odznaka Miasta Łodzi (1961), Odznaka Tysiąclecia (1966), Odznaka Zasłużony Działacz Kultury (1967), Honorowa Odznaka Województwa Łódzkiego (1969).
Od 2011 imię Tadeusza Szewery nosi 13 Staszowska Drużyna Harcerska „Wiatr”.
Pochowany na Cmentarzu Komunalnym w Tarnobrzegu.